# Rectolejeunea flagelliformis
Rectolejeunea flagelliformis är en bladmossart som beskrevs av Alexander William Evans. Rectolejeunea flagelliformis ingår i släktet Rectolejeunea och familjen Lejeuneaceae. Inga underarter finns listade i Catalogue of Life.